# Архиерейский дом (Чернигов)
Архиерейский дом — памятник архитектуры национального значения в Чернигове. Сейчас в здании размещается Черниговское духовное училище.

## История
Постановлением Кабинета Министров УССР от 24.08.1963 № 970 «Про упорядочение дела учёта и охраны памятников архитектуры на территории Украинской ССР» («Про впорядкування справи обліку та охорони пам’ятників архітектури на території Української РСР») присвоен статус памятник архитектуры национального значения с охранным № 819/7.
Установлена информационная доска.

## Описание
Входит в комплекс сооружений Троицко-Ильинского монастыря — участок историко-архитектурного заповедника Чернигов древний, расположенный на Болдиной Горе — улица Толстого, 92.
Архиерейский дом был построен в 1750 году. Неоднократно ремонтировался и перестраивался в 19 и 20 веках. Изначально перекрытия здания были сводчатые, южный и северный фасады были с ризалитами. Вследствие перестройки в 19 веке ризалиты были соединены торцевыми стенами.
Двухэтажный, каменный, Н-образный в плане дом, со скатной крышей. Перекрытия плоские железобетонные. Профилированные междуэтажный и венчающий карнизы опоясывают здание. Внешние углы фасада и торцевые фасады с лопатками. В прямоугольных нишах расположены прямоугольные проёмы, имеют профилированное обрамление; по 3 окна второго этажа (кроме западного фасада) по центральной оси здания арочные.
В годы Великой Отечественной войны пострадал от пожара. В послевоенные годы здание было восстановлено. Сейчас в здании размещается Черниговское духовное училище.